# 梅湖体育中心

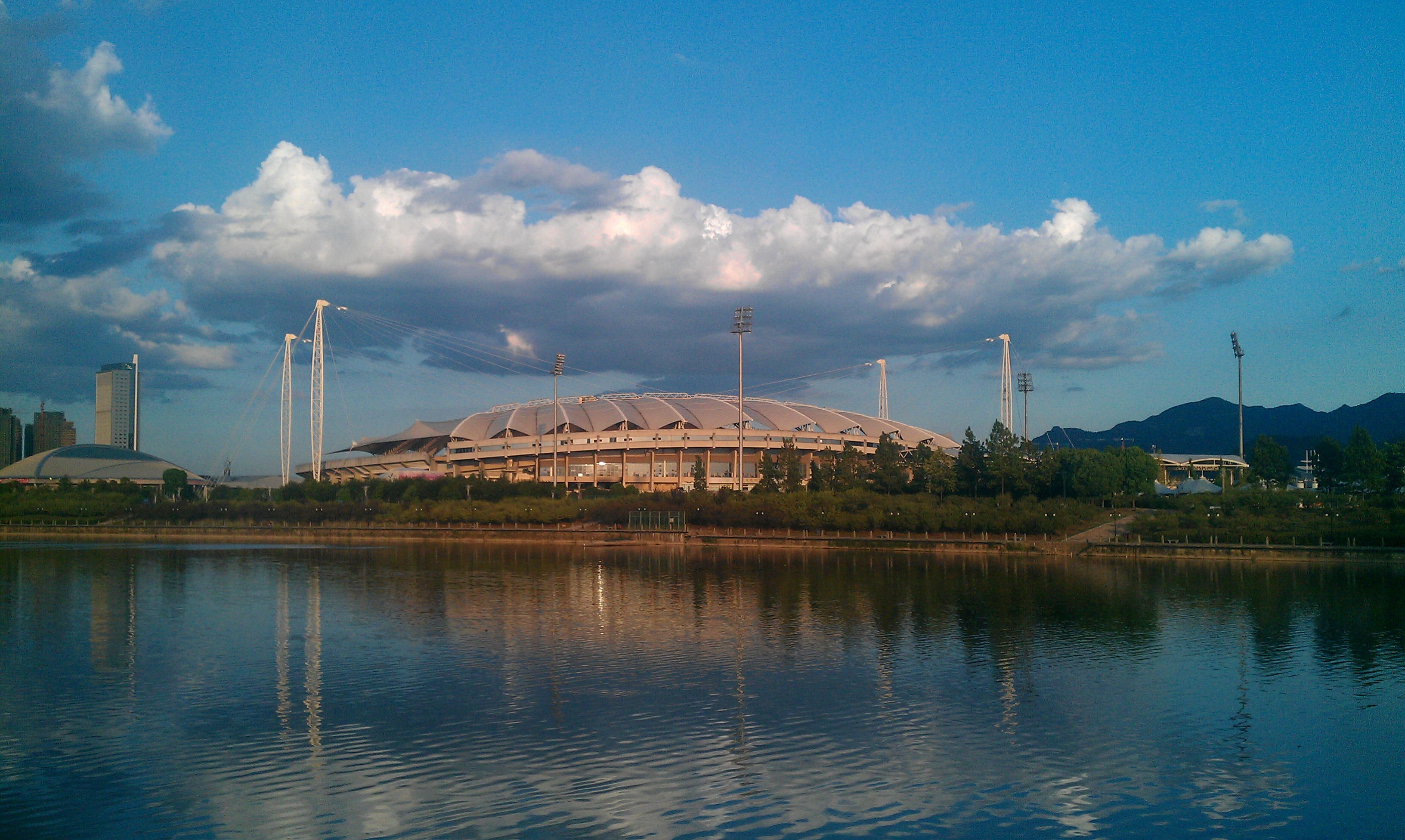
隔东阳江远眺梅湖体育中心

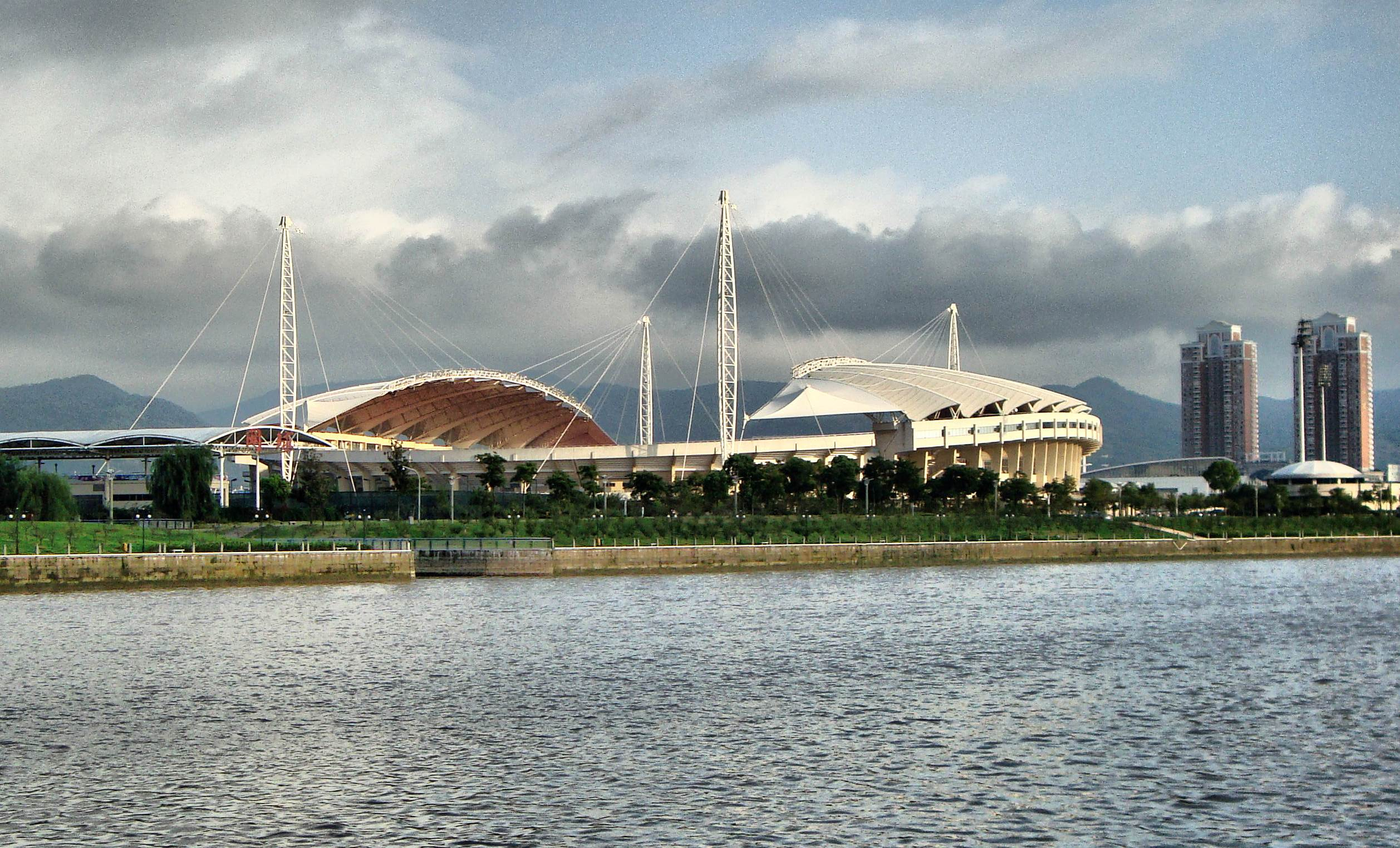
梅湖体育场外观

梅湖体育中心是一处位于中国浙江省义乌市的公共体育设施场所。

## 场馆
梅湖体育中心由体育场、体育馆、游泳馆等场馆组成。其中，梅湖体育场于2001年投入使用，建筑面积3.5万平方米，观众席3.5万余个。梅湖体育馆于2005年投入使用，建筑面积3.18万平方米，曾在短暂地作为CBA浙江万马队的主场。梅湖游泳中心建筑面积2.48万平方米。